# شزم! خشم خدایان
شزم! خشم خدایان (انگلیسی: Shazam! Fury of the Gods) فیلم ابرقهرمانی آمریکایی سالِ ۲۰۲۳ است که بر اساس شخصیت دی‌سی کامیکس، یعنی شزم ساخته شده‌است. ساخت این فیلم بر عهدهٔ نیو لاین سینما، دی‌سی استودیوز، سفرن کمپانی و سون باکس پروداکشنز بود و به‌وسیلهٔ برادران وارنر پیکچرز توزیع شد. این فیلم دنبالهٔ شزم! (۲۰۱۹) و دوازدهمین فیلم در دنیای توسعه‌یافته دی‌سی به‌شمار می‌رود. این فیلم به‌دست دیوید اف. سندبرگ کارگردانی شد و نویسندگان آن هنری گیدن و کریس مورگان بودند. زکری لی‌وای، اشر آنجل، جک دیلن گریزر، ریچل زگلر، آدام برودی، دی. جی. کوترانا، گریس فولتن، راس باتلر، مگان گود، لوسی لیو، جایمن هانسو و هلن میرن در آن ایفای نقش می‌کنند. در این فیلم، خانواده‌ای از قهرمانان نوجوان به رهبری بیلی بتسون / شزم با دختران اطلس مبارزه می‌کنند.
ساخت دنباله‌ای برای شزم! اندکی پس از اکران آن در آوریل ۲۰۱۹ آغاز شد و گیدن به عنوان نویسنده بازگشت. سندبرگ و لی‌وای (شزم) نیز قرار بود تا دسامبر آن سال بازگردند. عنوان فیلم و سایر بازیگران بازگشته در اوت ۲۰۲۰ اعلام شدند. زگلر، میرن و لیو در اوایل ۲۰۲۱ برای بازی در نقش دختران اطلس انتخاب شدند. فیلم‌برداری در مهٔ همان سال در آتلانتا، جورجیا آغاز شد و در اوت به پایان رسید.
شزم! خشم خدایان در ۱۴ مارس ۲۰۲۳ در تئاتر فاکس ویلیج به نمایش درآمد و در ۱۷ مارس ۲۰۲۳ در ۴۰۷۱ سینما در سراسر ایالات متحده اکران شد. این فیلم نقدهای ضد و نقیضی از سوی منتقدان دریافت کرد و ۱۳۳ میلیون دلار در سراسر جهان فروش داشت، در حالی که ۱۰۰–۱۲۵ میلیون دلار بودجه ساخت آن بوده‌است.

## داستان
دو سال پس از شکست تادیوس سیوانا، هسپرا و کالپسو، دو دختر تایتان اطلس، به موزه آکروپولیس در آتن یورش می‌برند و عصای شکسته جادوگر را می‌دزدند. آن‌ها جادوگر را که در قلمرو خدایان زندانی است، مجبور می‌کنند عصا را تعمیر و قدرت‌های آن را دوباره فعال کند.
در فیلادلفیا، بیلی بتسون و اعضای خانواده شزامی‌اش به نام «شزامیلی» به تدریج از هم فاصله می‌گیرند و هرکدام دنبال مسیر خود می‌روند. بیلی نگران است که هنگام رسیدن به هجده سالگی، مجبور شود خانه خانواده واسکز را ترک کند. در خوابی، جادوگر به او درباره دختران اطلس هشدار می‌دهد و شزامیلی شروع به تحقیق درباره آن‌ها می‌کنند.
آن‌ها به سنگ ابدیت می‌روند و با قلم هوشمندی به نام استیو مواجه می‌شوند که درباره سه دختر اطلس می‌نویسد. متوجه می‌شوند که آنتئا، کوچک‌ترین دختر اطلس، همان دختری به نام آن است که فردی فری‌دی قرار است با او آشنا شود.
فردی با آن ملاقات می‌کند و توانایی‌های ابرقهرمانی‌اش را به نمایش می‌گذارد. ناگهان هسپرا و کالپسو با عصا می‌آیند و قدرت‌های فردی را می‌ربایند. بیلی و خانواده شزامی تلاش می‌کنند فردی را نجات دهند، اما دختران اطلس او را می‌ربایند و شهر را در گنبدی نشکن محصور می‌کنند. فردی درون جادوگر در قلمرو خدایان زندانی می‌شود.
خانواده شزامی از استیو می‌خواهند نامه‌ای برای مذاکره با هسپرا بنویسد. بیلی در رستورانی با هسپرا ملاقات می‌کند، که ابتدا دوستانه است، اما به زودی او و کالپسو به شزامیلی حمله می‌کنند. در این درگیری، پدرو قدرت‌هایش را از دست می‌دهد، هسپرا دستگیر شده و به سنگ ابدیت برده می‌شود، اما به آسانی فرار کرده و سیب طلایی، بذر درخت زندگی، را می‌دزدد.
در همین حال، فردی و جادوگر با کمک آنتئا که همدل شده، تلاش می‌کنند از قلمرو خدایان فرار کنند، درست وقتی هسپرا با سیب بازمی‌گردد. دختران اطلس بر سر سرنوشت سیب اختلاف دارند: هسپرا و آنتئا می‌خواهند با آن قلمرو خدایان را احیا کنند، اما کالپسو قصد دارد آن را در زمین بکارد و نابودی به بار آورد. فردی سیب را می‌دزدد اما گرفتار می‌شود. بیلی و خانواده‌اش می‌رسند و فردی قدرت‌هایش را بازیابی می‌کند.
بیلی و شزامیلی به همراه جادوگر به خانه واسکز بازمی‌گردند و هویت خود را به والدین سرپرستشان فاش می‌کنند. کالپسو با اژدهای لادون ظاهر شده و برای به دست آوردن سیب و نابودی خانه واسکز حمله می‌کند.
شزامیلی تلاش می‌کند سیب را از کالپسو دور نگه دارد، اما در نبرد همه به جز بیلی قدرت‌شان را از دست می‌دهند. کالپسو سیب را به پارک سیتیزنز بانک می‌برد و درختی می‌کارد که هیولاهایی برای حمله به شهر می‌آفریند.
هاسپرا و آنتئا با نقشه مخرب کالپسو مخالفت می‌کنند، اما کالپسو هسپرا را زخمی و آنتئا را بی‌قدرت می‌کند. بیلی که ناامید شده، از جادوگر می‌خواهد قدرت‌هایش را پس بگیرد، اما جادوگر به او اطمینان می‌دهد که او یک قهرمان واقعی است و سزاوار آن‌هاست.
بیلی به توصیه جادوگر به سوی کالپسو پرواز می‌کند و شزامیلی با استفاده از اسب‌های تک‌شاخ تاریک با هیولاها مقابله می‌کند. بیلی هسپرا را که در حال مرگ است قانع می‌کند تا به او کمک کند. او کالپسو را به پارک می‌کشاند و هسپرا گنبد را کوچک می‌کند تا آن‌ها را محصور کند.
بیلی با فداکاری، با بارگذاری بیش از حد عصا با برق، درخت زندگی و ارتش کالپسو را نابود می‌کند. هسپرا او را به عنوان یک خدا واقعی می‌پذیرد و پس از مرگ او، گنبد ناپدید می‌شود.
آنتئا خانواده غمگین بیلی را به قلمرو خدایان برای مراسم دفن می‌برد. دایانا پرینس (زن شگفت‌انگیز) ظاهر شده، عصا را ترمیم و با قدرت خود آن را تقویت می‌کند، قلمرو خدایان را احیا می‌کند، قدرت‌های آنتئا را بازمی‌گرداند و بیلی را زنده می‌کند. بیلی نیز با استفاده از عصا قدرت‌های خواهر و برادرانش را بازمی‌گرداند. شزامیلی خانه‌شان را بازسازی می‌کنند و آنتئا و فردی رابطه خود را آغاز می‌کنند. جادوگر نیز در زمین ساکن می‌شود.
در صحنه میان‌پرده، امیلیا هارکورت و جان اکونوموس بیلی را به جامعه عدالت دعوت می‌کنند، اما او دعوت را رد می‌کند. در صحنه پس از تیتراژ، سیوانا که هنوز زندانی است، دوباره با مستر مایند ملاقات می‌کند و از اینکه نقشه‌شان هنوز اجرایی نشده خشمگین است.

## بازیگران
- زکری لی‌وای و اشر آنجل در نقش بیلی بَتسون / شزم
- جک دیلن گریزر و آدام برودی در نقش فردریک «فردی» فریمن
- ریچل زگلر در نقش آنثیا / آن
- راس باتلر و ایان چن در نقش یوجین چوی
- مگان گود و فیث هرمان در نقش دارلا دادلی
- دی. جی. کوترانا و جوان آرماند در نقش پدرو پنا
- گریس فولتن در نقش مری برومفیلد
- لوسی لیو در نقش کالوپسو
- جایمن هانسو در نقش شزم جادوگر
- هلن میرن در نقش هسپریدس و گل گدوت در نقش واندر ومن
- مارتا میلانس

## بازخورد
در وبگاه جمع‌آوری نقد راتن تومیتوز، ٪۵۱ از ۲۰۲ بررسی منتقدان مثبت است، و میانگینِ امتیاز آن ۵٫۸/۱۰ است. اجماع این وبگاه چنین می‌نویسد: «بی‌تمرکزتر و کمتر رضایت‌بخش نسبت به نسخهٔ قبلی خود، شزم! خشم خدایان با اینحال تقریباً به اندازه کافی جذابیت احمقانهٔ منبع اصلی را حفظ کرده‌است تا خود را شکست نجات دهد.» این فیلم در متاکریتیک که از میانگین وزنی استفاده می‌کند، بر اساس نظر ۴۹ منتقدین امتیاز ۴۷ از ۱۰۰ را کسب کرده که نشان‌گر «نقدهای مختلط یا متوسط» است.